# Nagroda Nikkan Sports Film dla Najlepszego Reżysera
Nagroda Nikkan Sports Film dla Najlepszego Reżysera to nagroda przyznawana podczas Nagród Nikkan Sports Film.

## Lista zwycięzców
| Ceremonia | Rok  | Film              | Reżyser                                             |
| --------- | ---- | ----------------- | --------------------------------------------------- |
| 1         | 1988 | Kazuo Kuroki      | Tomorrow - ashita                                   |
| 2         | 1989 | Shōhei Imamura    | Czarny deszcz                                       |
| 3         | 1990 | Seijirō Kōyama    | Shiroi Te                                           |
| 4         | 1991 | Yōji Yamada       | Musuko                                              |
| 5         | 1992 | Yōichi Higashi    | Hashi no nai Kawa                                   |
| 6         | 1993 | Yoichi Sai        | Tsuki wa Dotchi ni Dete Iru                         |
| 7         | 1994 | Kinji Fukasaku    | Chūshingura Gaiden: Yotsuya Kaidan                  |
| 8         | 1995 | Kaneto Shindō     | List pożegnalny                                     |
| 9         | 1996 | Takeshi Kitano    | Powrót przyjaciół                                   |
| 10        | 1997 | Hayao Miyazaki    | Księżniczka Mononoke                                |
| 11        | 1998 | Hideyuki Hirayama | Ai o Kou Hito                                       |
| 12        | 1999 | Kinji Fukasaku    | Omocha                                              |
| 13        | 2000 | Junji Sakamoto    | Shin Jingi Naki Tatakai Kao                         |
| 14        | 2001 | Isao Yukisada     | Go                                                  |
| 15        | 2002 | Yoji Yamada       | Samuraj – Zmierzch                                  |
| 16        | 2003 | Takeshi Kitano    | Zatōichi                                            |
| 17        | 2004 | Kazuo Kuroki      | Chichi to Kuraseba Utsukushii Natsu Kirishima       |
| 18        | 2005 | Isshin Inudo      | Touch Mezon do Himiko                               |
| 19        | 2006 | Kichitaro Negishi | Yuki ni Negau Koto                                  |
| 20        | 2007 | Masayuki Suo      | Soredemo Boku wa Yattenai                           |
| 21        | 2008 | Yōjirō Takita     | Pożegnania                                          |
| 22        | 2009 | Miwa Nishikawa    | Panie doktorze                                      |
| 23        | 2010 | Takashi Miike     | 13 zabójców                                         |
| 24        | 2011 | Kaneto Shindō     | Pocztówka                                           |
| 25        | 2012 | Kenji Uchida      | Key Of Life                                         |
| 26        | 2013 | Hirokazu Koreeda  | Jak ojciec i syn                                    |
| 27        | 2014 | Takashi Yamazaki  | Kamikaze Stand by Me Doraemon                       |
| 28        | 2015 | Masato Harada     | The Emperor in August                               |
| 29        | 2016 | Makoto Shinkai    | Kimi no na wa.                                      |
| 30        | 2017 | Yuya Ishii        | Tokyo Night Sky Is Always the Densest Shade of Blue |
| 31        | 2018 | Kazuya Shiraishi  | Krew wilków Sunny Nas nie zatrzymasz                |
| 32        | 2019 | Tetsuya Mariko    | Miyamoto                                            |
| 33        | 2020 | Kiyoshi Kurosawa  | Żona szpiega                                        |
| 34        | 2021 | Keisuke Yoshida   | Intolerance                                         |
| 35        | 2022 | Lee Sang-il       | Wandering                                           |
| 36        | 2023 | Yuya Ishii        | The Moon Masked Hearts                              |